# Eerste divisie (inlinehockey)
De eerste divisie is de hoogste afdeling in het Belgische inlinehockey. De competitie wordt ingericht door de Koninklijke Belgische IJshockey Federatie (KBIJF) en telt acht teams.

## Teams[1]
- Chiefs Inline Leuven
- Eeklo Dogs
- Huskies Beveren
- Duffel Lapwings
- Phoenix Bruxelles
- Psychos Wolvertem
- Sportiek Spins Brasschaat
- Wolves Charleroi

## Erelijst
- 2001:
- 2002: Sportiek Spins Brasschaat[2]
- 2003: Sportiek Spins Brasschaat[2]
- 2004: Sportiek Spins Brasschaat[2]
- 2005:
- 2006:
- 2007:
- 2008:
- 2009: Wolves Charleroi[3]
- 2010:
- 2011:
- 2012: Sportiek Spins Brasschaat[4]
- 2013: Sportiek Spins Brasschaat[2]
- 2014: Sportiek Spins Brasschaat[2]
- 2015: Wolves Charleroi[5]
- 2016: Sportiek Spins Brasschaat[2]
- 2017: Sportiek Spins Brasschaat[2]
- 2018: Wolves Charleroi[6]
- 2019: Wolves Charleroi[7]
- 2020: niet uitgereikt[8]
- 2021: geen competitie
- 2022: Wolves Charleroi[9]
- 2023: Huskies Beveren[10]